# Rands Fjord
Rands Fjord er en tidligere fjord ved enden af Elbodalen, der med en dæmning og sluse, bygget i 1866, er omdannet til en ferskvandssø på cirka 180 hektar. 
Spang Å løber igennem søen og via en kanal i østenden ud til den gamle fjordmunding i den sydøstlige ende af Vejle fjord ved Hølsminde. 
Fjorden og området omkring, i alt 1.047 hektar, blev i 1968 og 1979 fredet, og der er anlagt stier, parkeringspladser og informationstavler. 
Landskabet omkring Rands fjord er et kuperet terræn med småskove, enge , dyrkede marker og stejle dalskrænter med løvskove. 
Grænsen mellem Fredericia og Vejle kommuner følger her Spang Å og således også midten af søen i dens længderetning.
Ved nordsiden ligger herregården Nebbegård, mod øst landsbyen Egeskov, mod syd de små landsbyer Vejlby og Egum, og mod vest ligger herregården Østedgaard og landsbyen Pjedsted, ved hvis østende Skærup Å, der kommer fra Børkop mod nord, løber ud i Spang Å.
På begge sider af Rands Fjord har der tidligere været udvundet Kiselgur.